# شاپرک سینوآتا
شاپرک سینوآتا (نام علمی: Atethmia sinuata) نام یک گونه از تیره شاپرکان جغدی است.